# Megophrys glandulosa
Espèce
Synonymes
- Xenophrys glandulosa (Fei, Ye & Huang, 1990)

Statut de conservation UICN

 LC  : Préoccupation mineure
Megophrys glandulosa est une espèce d'amphibiens de la famille des Megophryidae.

## Répartition
Cette espèce est endémique du Sud-Est de l'Asie. Elle se rencontre :
- dans le nord-est de l'Inde dans l'État du Nagaland ;
- dans l'est du Bhoutan ;
- en Birmanie dans le nord de l'État Kachin ;
- dans le sud de la République populaire de Chine dans la province du Yunnan.

## Publication originale
- Fei, Ye & Huang, 1990 : Key to Chinese Amphibians. Chongqing, China, Publishing House for Scientific and Technological Literature, p. 1-364.